# Pla de Nascala
El Pla de Nascala és una plana de muntanya del terme municipal de Tremp, dins de l'antic terme de Fígols de Tremp, al Pallars Jussà.
Està situat a llevant del poble de Fígols de Tremp, al sud la carretera C-1311, entre els punts quilomètrics 19 i 20, en el vessant sud-oriental de lo Tossal, a l'esquerra del barranc de Puigverd.